# Llista de microreserves de flora de la província de Castelló
Llista de microreserves de flora de la província de Castelló declarades per la Conselleria d'Infraestructures, Territori i Medi Ambient de la Generalitat Valenciana. Les microreserves són zones de menys de 20 hectàrees d'extensió on es protegeix la conservació de les espècies botàniques rares, endèmiques o amenaçades, o les unitats de vegetació, mitjançant ordre publicada en el Diari Oficial de la Generalitat Valenciana. Algunes microreserves poden estar incloses en altres figures de protecció més àmplies.
| Nom                               | Protecció | Extensió (ha) | Localització                                                                             | Codi     | Imatge |
| --------------------------------- | --- | ------------- | ---------------------------------------------------------------------------------------- | -------- | --- |
| Salt del Cavall                   | | 1             | Llucena (Alcalatén) 40° 05′ 27″ N, 0° 17′ 00″ O / 40.09096°N,0.28343°O                   | ES520277 | {{ca\|Salt del Cavall (Llucena)}} · {{WLE-AD-ES\|ES520277}} · {{Object location dec\|40.09096\|-0.28343\|region:ES-VC_type:forest_dim:640_source:cawiki}} · [[Categoria:Microreserves of flora in the Land of Valencia]]                          |
| Barranc de la Pegunta             | Parc natural, LIC i ZEPA Penyagolosa | 11,04         | Vistabella del Maestrat (Alcalatén) 40° 14′ 33″ N, 0° 21′ 09″ O / 40.2426°N,0.3526°O     | ES520078 | {{ca\|Barranc de la Pegunta (Vistabella del Maestrat)}} · {{WLE-AD-ES\|ES520078}} · {{Object location dec\|40.2426\|-0.3526\|region:ES-VC_type:forest_dim:760_source:cawiki}} · [[Categoria:Barranc de la Pegunta]]                               |
| Barranc dels Horts                | LIC l'Alt Maestrat, ZEPA l'Alt Maestrat, la Tinença de Benifassà, el Turmell i Vallivana                                                                                                  | 1             | Ares del Maestrat (Alt Maestrat) 40° 24′ 22″ N, 0° 05′ 07″ O / 40.4060°N,0.0852°O        | ES520198 | {{ca\|Barranc dels Horts (Ares del Maestrat)}} · {{WLE-AD-ES\|ES520198}} · {{Object location dec\|40.4060\|-0.0852\|region:ES-VC_type:forest_dim:150_source:cawiki}} · [[Categoria:Microreserves of flora in the Land of Valencia]]               |
| La Picossa                        | LIC i ZEPA Penyagolosa | 4,05          | Vistabella del Maestrat (Alcalatén) 40° 19′ 02″ N, 0° 14′ 27″ O / 40.3172°N,0.2409°O     | ES520291 | {{ca\|La Picossa (Vistabella del Maestrat)}} · {{WLE-AD-ES\|ES520291}} · {{Object location dec\|40.3172\|-0.2409\|region:ES-VC_type:forest_dim:520_source:cawiki}} · [[Categoria:Microreserves of flora in the Land of Valencia]]                 |
| Font dels Horts                   | LIC l'Alt Maestrat, ZEPA l'Alt Maestrat, la Tinença de Benifassà, el Turmell i Vallivana                                                                                                  | 1             | Ares del Maestrat (Alt Maestrat) 40° 24′ 05″ N, 0° 04′ 59″ O / 40.40151°N,0.08294°O      | ES520204 | {{ca\|Font dels Horts (Ares del Maestrat)}} · {{WLE-AD-ES\|ES520204}} · {{Object location dec\|40.40151\|-0.08294\|region:ES-VC_type:forest_dim:220_source:cawiki}} · [[Categoria:Microreserves of flora in the Land of Valencia]]                |
| Mas Vell                          | LIC l'Alt Maestrat, ZEPA l'Alt Maestrat, la Tinença de Benifassà, el Turmell i Vallivana                                                                                                  | 1             | Ares del Maestrat (Alt Maestrat) 40° 25′ 21″ N, 0° 05′ 02″ O / 40.4225°N,0.0839°O        | ES520208 | {{ca\|Mas Vell (Ares del Maestrat)}} · {{WLE-AD-ES\|ES520208}} · {{Object location dec\|40.4225\|-0.0839\|region:ES-VC_type:forest_dim:150_source:cawiki}} · [[Categoria:Microreserves of flora in the Land of Valencia]]                         |
| Mola d'Ares A                     | Paratge natural municipal la Mola d'Ares, LIC l'Alt Maestrat, ZEPA l'Alt Maestrat, la Tinença de Benifassà, el Turmell i Vallivana                                                        | 20            | Ares del Maestrat (Alt Maestrat) 40° 27′ 53″ N, 0° 07′ 23″ O / 40.4646°N,0.1230°O        | ES520273 | {{ca\|Mola d'Ares A (Ares del Maestrat)}} · {{WLE-AD-ES\|ES520273}} · {{Object location dec\|40.4646\|-0.1230\|region:ES-VC_type:forest_dim:860_source:cawiki}} · [[Categoria:Microreserves of flora in the Land of Valencia]]                    |
| Mola d'Ares B                     | Paratge natural municipal la Mola d'Ares, LIC l'Alt Maestrat, ZEPA l'Alt Maestrat, la Tinença de Benifassà, el Turmell i Vallivana                                                        | 15,42         | Ares del Maestrat (Alt Maestrat) 40° 27′ 56″ N, 0° 07′ 37″ O / 40.4656°N,0.1269°O        | ES520311 | {{ca\|Mola d'Ares B (Ares del Maestrat)}} · {{WLE-AD-ES\|ES520311}} · {{Object location dec\|40.4656\|-0.1269\|region:ES-VC_type:forest_dim:680_source:cawiki}} · [[Categoria:Microreserves of flora in the Land of Valencia]]                    |
| Mola d'Ares C                     | Paratge natural municipal la Mola d'Ares, LIC l'Alt Maestrat, ZEPA l'Alt Maestrat, la Tinença de Benifassà, el Turmell i Vallivana                                                        | 19,97         | Ares del Maestrat (Alt Maestrat) 40° 28′ 08″ N, 0° 07′ 36″ O / 40.4689°N,0.1267°O        | ES520370 | {{ca\|Mola d'Ares C (Ares del Maestrat)}} · {{WLE-AD-ES\|ES520370}} · {{Object location dec\|40.4689\|-0.1267\|region:ES-VC_type:forest_dim:870_source:cawiki}} · [[Categoria:Microreserves of flora in the Land of Valencia]]                    |
| Mola d'Ares D                     | Paratge natural municipal la Mola d'Ares, LIC l'Alt Maestrat, ZEPA l'Alt Maestrat, la Tinença de Benifassà, el Turmell i Vallivana                                                        | 17,23         | Ares del Maestrat (Alt Maestrat) 40° 27′ 47″ N, 0° 07′ 57″ O / 40.4630°N,0.1326°O        | ES520431 | {{ca\|Mola d'Ares D (Ares del Maestrat)}} · {{WLE-AD-ES\|ES520431}} · {{Object location dec\|40.4630\|-0.1326\|region:ES-VC_type:forest_dim:590_source:cawiki}} · [[Categoria:Microreserves of flora in the Land of Valencia]]                    |
| Nevera d'Ares                     | Paratge natural municipal la Mola d'Ares, LIC l'Alt Maestrat, ZEPA l'Alt Maestrat, la Tinença de Benifassà, el Turmell i Vallivana                                                        | 15,72         | Ares del Maestrat (Alt Maestrat) 40° 27′ 46″ N, 0° 07′ 17″ O / 40.4627°N,0.1213°O        | ES520293 | {{ca\|Nevera d'Ares (Ares del Maestrat)}} · {{WLE-AD-ES\|ES520293}} · {{Object location dec\|40.4627\|-0.1213\|region:ES-VC_type:forest_dim:920_source:cawiki}} · [[Categoria:Microreserves of flora in the Land of Valencia]]                    |
| Ombria del Mas de la Vall A       | LIC l'Alt Maestrat, ZEPA l'Alt Maestrat, la Tinença de Benifassà, el Turmell i Vallivana                                                                                                  | 5,1           | Ares del Maestrat (Alt Maestrat) 40° 26′ 21″ N, 0° 05′ 56″ O / 40.4391°N,0.0990°O        | ES520294 | {{ca\|Ombria del Mas de la Vall A (Ares del Maestrat)}} · {{WLE-AD-ES\|ES520294}} · {{Object location dec\|40.4391\|-0.0990\|region:ES-VC_type:forest_dim:430_source:cawiki}} · [[Categoria:Microreserves of flora in the Land of Valencia]]      |
| Ombria del Mas de la Vall C       | LIC l'Alt Maestrat, ZEPA l'Alt Maestrat, la Tinença de Benifassà, el Turmell i Vallivana                                                                                                  | 5,3           | Ares del Maestrat (Alt Maestrat) 40° 26′ 25″ N, 0° 06′ 09″ O / 40.4404°N,0.1025°O        | ES520427 | {{ca\|Ombria del Mas de la Vall C (Ares del Maestrat)}} · {{WLE-AD-ES\|ES520427}} · {{Object location dec\|40.4404\|-0.1025\|region:ES-VC_type:forest_dim:450_source:cawiki}} · [[Categoria:Microreserves of flora in the Land of Valencia]]      |
| Mas del Racó                      | LIC l'Alt Maestrat | 3,5           | Ares del Maestrat (Alt Maestrat) 40° 26′ 45″ N, 0° 11′ 17″ O / 40.44595°N,0.18819°O      | ES520308 | {{ca\|Mas del Racó (Ares del Maestrat)}} · {{WLE-AD-ES\|ES520308}} · {{Object location dec\|40.44595\|-0.18819\|region:ES-VC_type:forest_dim:420_source:cawiki}} · [[Categoria:Microreserves of flora in the Land of Valencia]]                   |
| El Rivet                          | Paratge natural municipal el Rivet | 2,4           | Benassal (Alt Maestrat) 40° 21′ 56″ N, 0° 08′ 57″ O / 40.36557°N,0.14921°O               | ES520272 | {{ca\|El Rivet (Benassal)}} · {{WLE-AD-ES\|ES520272}} · {{Object location dec\|40.36557\|-0.14921\|region:ES-VC_type:forest_dim:360_source:cawiki}} · [[Categoria:Microreserves of flora in the Land of Valencia]]                                |
| Mas Riu d'en Bosch                | LIC l'Alt Maestrat | 8,22          | Benassal (Alt Maestrat) 40° 25′ 30″ N, 0° 11′ 07″ O / 40.4250°N,0.1853°O                 | ES520428 | {{ca\|Mas Riu d'en Bosch (Benassal)}} · {{WLE-AD-ES\|ES520428}} · {{Object location dec\|40.4250\|-0.1853\|region:ES-VC_type:forest_dim:690_source:cawiki}} · [[Categoria:Microreserves of flora in the Land of Valencia]]                        |
| Omeda de la Font de la Reina      | LIC Curs alt del riu Millars, ZEPA Serra d'Espadà | 0,139         | La Font de la Reina (Alt Millars) 40° 03′ 50″ N, 0° 36′ 37″ O / 40.06382°N,0.61027°O     | ES520084 | {{ca\|Omeda de la Font de la Reina (la Font de la Reina)}} · {{WLE-AD-ES\|ES520084}} · {{Object location dec\|40.06382\|-0.61027\|region:ES-VC_type:forest_dim:90_source:cawiki}} · [[Categoria:Microreserves of flora in the Land of Valencia]]  |
| Barranc de la Maimona             | LIC Curs alt del riu Millars, ZEPA Serra d'Espadà | 1,32          | Montanejos (Alt Millars) 40° 03′ 57″ N, 0° 32′ 28″ O / 40.06588°N,0.54107°O              | ES520269 | {{ca\|Barranc de la Maimona (Montanejos)}} · {{WLE-AD-ES\|ES520269}} · {{Object location dec\|40.06588\|-0.54107\|region:ES-VC_type:forest_dim:800_source:cawiki}} · [[Categoria:Microreserves of flora in the Land of Valencia]]                 |
| El Tajar                          | Parc natural, LIC i ZEPA Serra d'Espadà | 8,603         | Torralba (Alt Millars) 39° 58′ 30″ N, 0° 25′ 48″ O / 39.9750°N,0.4301°O                  | ES520080 | {{ca\|El Tajar (Torralba)}} · {{WLE-AD-ES\|ES520080}} · {{Object location dec\|39.9750\|-0.4301\|region:ES-VC_type:forest_dim:480_source:cawiki}} · [[Categoria:Microreserves of flora in the Land of Valencia]]                                  |
| Ombria de Villar                  | Parc natural, LIC i ZEPA Serra d'Espadà | 2,42          | Algímia d'Almonesir (Alt Palància) 39° 53′ 54″ N, 0° 23′ 17″ O / 39.8983°N,0.3880°O      | ES520077 | {{ca\|Ombria de Villar (Algímia d'Almonesir)}} · {{WLE-AD-ES\|ES520077}} · {{Object location dec\|39.8983\|-0.3880\|region:ES-VC_type:forest_dim:970_source:cawiki}} · [[Categoria:Microreserves of flora in the Land of Valencia]]               |
| Puntal del Navarrete              | Paratge natural municipal La Torreta-Puntal de Navarrete | 10,217        | Altura (Alt Palància) 39° 49′ 42″ N, 0° 38′ 57″ O / 39.8284°N,0.6491°O                   | ES520213 | {{ca\|Puntal del Navarrete (Altura)}} · {{WLE-AD-ES\|ES520213}} · {{Object location dec\|39.8284\|-0.6491\|region:ES-VC_type:forest_dim:510_source:cawiki}} · [[Categoria:Microreserves of flora in the Land of Valencia]]                        |
| Barranc del Gullirno              | ZEPA Serra d'Espadà | 0,97          | Caudiel (Alt Palància) 39° 59′ 58″ N, 0° 33′ 32″ O / 39.99956°N,0.55900°O                | ES520270 | {{ca\|Barranc del Gullirno (Caudiel)}} · {{WLE-AD-ES\|ES520270}} · {{Object location dec\|39.99956\|-0.55900\|region:ES-VC_type:forest_dim:270_source:cawiki}} · [[Categoria:Microreserves of flora in the Land of Valencia]]                     |
| Santa Bàrbara de Pina             | LIC Alt Palància | 4,864         | Pina (Alt Palància) 40° 01′ 47″ N, 0° 37′ 48″ O / 40.0298°N,0.6299°O                     | ES520089 | {{ca\|Santa Bàrbara de Pina (Pina)}} · {{WLE-AD-ES\|ES520089}} · {{Object location dec\|40.0298\|-0.6299\|region:ES-VC_type:forest_dim:400_source:cawiki}} · [[Categoria:Microreserves of flora in the Land of Valencia]]                         |
| Penyes del Diablo                 | LIC Alt Palància | 4,83          | Sacanyet (Alt Palància) 39° 53′ 03″ N, 0° 47′ 21″ O / 39.8843°N,0.7893°O                 | ES520313 | {{ca\|Penyes del Diablo (Sacanyet)}} · {{WLE-AD-ES\|ES520313}} · {{Object location dec\|39.8843\|-0.7893\|region:ES-VC_type:forest_dim:540_source:cawiki}} · [[Categoria:Microreserves of flora in the Land of Valencia]]                         |
| Bassa de la Devesa                | Zona humida, Paratge natural municipal La Dehesa, ZEPA Serra d'Espadà | 10,8          | Soneixa (Alt Palància) 39° 48′ 56″ N, 0° 19′ 44″ O / 39.8155°N,0.3288°O                  | ES520196 | {{ca\|Bassa de la Devesa (Soneixa)}} · {{WLE-AD-ES\|ES520196}} · {{Object location dec\|39.8155\|-0.3288\|region:ES-VC_type:forest_dim:600_source:cawiki}} · [[Categoria:Balsa de la Dehesa]]                                                     |
| Estret del Cascajar               | LIC Alt Palància | 6,792         | El Toro (Alt Palància) 39° 56′ 21″ N, 0° 45′ 35″ O / 39.93922°N,0.75982°O                | ES520203 | {{ca\|Estret del Cascajar (el Toro)}} · {{WLE-AD-ES\|ES520203}} · {{Object location dec\|39.93922\|-0.75982\|region:ES-VC_type:forest_dim:430_source:cawiki}} · [[Categoria:Microreserves of flora in the Land of Valencia]]                      |
| Barranc del Sahuquillo            | LIC Alt Palància | 2,15          | El Toro (Alt Palància) 39° 55′ 49″ N, 0° 47′ 55″ O / 39.93041°N,0.79855°O                | ES520287 | {{ca\|Barranc del Sahuquillo (el Toro)}} · {{WLE-AD-ES\|ES520287}} · {{Object location dec\|39.93041\|-0.79855\|region:ES-VC_type:forest_dim:480_source:cawiki}} · [[Categoria:Microreserves of flora in the Land of Valencia]]                   |
| La Pericona                       | LIC Alt Palància | 6,97          | El Toro (Alt Palància) 39° 54′ 38″ N, 0° 47′ 03″ O / 39.9106°N,0.7842°O                  | ES520290 | {{ca\|La Pericona (el Toro)}} · {{WLE-AD-ES\|ES520290}} · {{Object location dec\|39.9106\|-0.7842\|region:ES-VC_type:forest_dim:750_source:cawiki}} · [[Categoria:Microreserves of flora in the Land of Valencia]]                                |
| Barranc d'Aigua Oliva             | | 1,53          | Càlig i Vinaròs (Baix Maestrat) 40° 29′ 37″ N, 0° 22′ 20″ E / 40.49363°N,0.37223°E       | ES520266 | {{ca\|Barranc d'Aigua Oliva (Baix Maestrat)}} · {{WLE-AD-ES\|ES520266}} · {{Object location dec\|40.49363\|0.37223\|region:ES-VC_type:forest_dim:550_source:cawiki}} · [[Categoria:Microreserves of flora in the Land of Valencia]]               |
| Barranc de la Cova Alta           | | 1             | Canet lo Roig (Baix Maestrat) 40° 35′ 53″ N, 0° 16′ 59″ E / 40.59799°N,0.28312°E         | ES520267 | {{ca\|Barranc de la Cova Alta (Canet lo Roig)}} · {{WLE-AD-ES\|ES520267}} · {{Object location dec\|40.59799\|0.28312\|region:ES-VC_type:forest_dim:630_source:cawiki}} · [[Categoria:Microreserves of flora in the Land of Valencia]]             |
| Bovalar de Castell de Cabres      | LIC Tinença de Benifassà, Turmell i Vallivana, ZEPA l'Alt Maestrat, la Tinença de Benifassà, el Turmell i Vallivana                                                                       | 2,8           | Castell de Cabres (Baix Maestrat) 40° 38′ 58″ N, 0° 03′ 02″ E / 40.6494°N,0.0505°E       | ES520271 | {{ca\|Bovalar de Castell de Cabres (Castell de Cabres)}} · {{WLE-AD-ES\|ES520271}} · {{Object location dec\|40.6494\|0.0505\|region:ES-VC_type:forest_dim:280_source:cawiki}} · [[Categoria:Microreserves of flora in the Land of Valencia]]      |
| Pont de la Jana                   | | 7,13          | La Jana i Sant Mateu (Baix Maestrat) 40° 29′ 00″ N, 0° 13′ 34″ E / 40.4834°N,0.2260°E    | ES520276 | {{ca\|Pont de la Jana (Baix Maestrat)}} · {{WLE-AD-ES\|ES520276}} · {{Object location dec\|40.4834\|0.2260\|region:ES-VC_type:forest_dim:480_source:cawiki}} · [[Categoria:Microreserves of flora in the Land of Valencia]]                       |
| Cala Argilaga                     | Parc natural, LIC i ZEPA Serra d'Irta | 4,19          | Peníscola (Baix Maestrat) 40° 16′ 34″ N, 0° 19′ 29″ E / 40.27614°N,0.32465°E             | ES520199 | {{ca\|Reserva de Cala Argilaga (Peníscola)}} · {{WLE-AD-ES\|ES520199}} · {{Object location dec\|40.27614\|0.32465\|region:ES-VC_type:forest_dim:480_source:cawiki}} · [[Categoria:Microreserves of flora in the Land of Valencia]]                |
| Torre Badum                       | Parc natural, LIC i ZEPA Serra d'Irta | 0,344         | Peníscola (Baix Maestrat) 40° 18′ 56″ N, 0° 21′ 29″ E / 40.31569°N,0.35800°E             | ES520215 | {{ca\|Reserva de Torre Badum (Peníscola)}} · {{WLE-AD-ES\|ES520215}} · {{Object location dec\|40.31569\|0.35800\|region:ES-VC_type:forest_dim:140_source:cawiki}} · [[Categoria:Badum Tower]]                                                     |
| Duna del Pebret                   | Parc natural, LIC i ZEPA Serra d'Irta | 0,29          | Peníscola (Baix Maestrat) 40° 18′ 27″ N, 0° 21′ 08″ E / 40.30755°N,0.35221°E             | ES520366 | {{ca\|Duna del Pebret (Peníscola)}} · {{WLE-AD-ES\|ES520366}} · {{Object location dec\|40.30755\|0.35221\|region:ES-VC_type:forest_dim:90_source:cawiki}} · [[Categoria:Microreserves of flora in the Land of Valencia]]                          |
| Font de l'Ombria                  | Parc natural Tinença de Benifassà, LIC Tinença de Benifassà, Turmell i Vallivana, ZEPA l'Alt Maestrat, la Tinença de Benifassà, el Turmell i Vallivana                                    | 0,351         | La Pobla de Benifassà (Baix Maestrat) 40° 42′ 32″ N, 0° 12′ 22″ E / 40.70889°N,0.20601°E | ES520081 | {{ca\|Font de l'Ombria (la Pobla de Benifassà)}} · {{WLE-AD-ES\|ES520081}} · {{Object location dec\|40.70889\|0.20601\|region:ES-VC_type:forest_dim:120_source:cawiki}} · [[Categoria:Microreserves of flora in the Land of Valencia]]            |
| Pouet de Félix                    | Parc natural Tinença de Benifassà, LIC Tinença de Benifassà, Turmell i Vallivana, ZEPA l'Alt Maestrat, la Tinença de Benifassà, el Turmell i Vallivana                                    | 1,193         | La Pobla de Benifassà (Baix Maestrat) 40° 41′ 10″ N, 0° 09′ 50″ E / 40.6862°N,0.1639°E   | ES520086 | {{ca\|Pouet de Félix (la Pobla de Benifassà)}} · {{WLE-AD-ES\|ES520086}} · {{Object location dec\|40.6862\|0.1639\|region:ES-VC_type:forest_dim:180_source:cawiki}} · [[Categoria:Microreserves of flora in the Land of Valencia]]                |
| Punta de Solà d'en Brull          | Parc natural Tinença de Benifassà, LIC Tinença de Benifassà, Turmell i Vallivana, ZEPA l'Alt Maestrat, la Tinença de Benifassà, el Turmell i Vallivana                                    | 2,123         | La Pobla de Benifassà (Baix Maestrat) 40° 42′ 22″ N, 0° 12′ 54″ E / 40.70609°N,0.21512°E | ES520087 | {{ca\|Punta de Solà d'en Brull (la Pobla de Benifassà)}} · {{WLE-AD-ES\|ES520087}} · {{Object location dec\|40.70609\|0.21512\|region:ES-VC_type:forest_dim:350_source:cawiki}} · [[Categoria:Microreserves of flora in the Land of Valencia]]    |
| Salt de Robert                    | Reserva de fauna Barranc del Salt, Parc natural Tinença de Benifassà, LIC Tinença de Benifassà, Turmell i Vallivana, ZEPA l'Alt Maestrat, la Tinença de Benifassà, el Turmell i Vallivana | 0,851         | La Pobla de Benifassà (Baix Maestrat) 40° 42′ 30″ N, 0° 11′ 14″ E / 40.70844°N,0.18721°E | ES520088 | {{ca\|Salt de Robert (la Pobla de Benifassà)}} · {{WLE-AD-ES\|ES520088}} · {{Object location dec\|40.70844\|0.18721\|region:ES-VC_type:forest_dim:180_source:cawiki}} · [[Categoria:Microreserves of flora in the Land of Valencia]]              |
| Tossal de Mitjavila               | LIC Tinença de Benifassà, Turmell i Vallivana, ZEPA l'Alt Maestrat, la Tinença de Benifassà, el Turmell i Vallivana                                                                       | 3,576         | La Pobla de Benifassà (Baix Maestrat) 40° 42′ 28″ N, 0° 04′ 30″ E / 40.7078°N,0.0751°E   | ES520091 | {{ca\|Tossal de Mitjavila (la Pobla de Benifassà)}} · {{WLE-AD-ES\|ES520091}} · {{Object location dec\|40.7078\|0.0751\|region:ES-VC_type:forest_dim:520_source:cawiki}} · [[Categoria:Microreserves of flora in the Land of Valencia]]           |
| Carrascal del Mas del Peraire     | Reserva de fauna Mas del Peraire, Parc natural Tinença de Benifassà, LIC Tinença de Benifassà, Turmell i Vallivana, ZEPA l'Alt Maestrat, la Tinença de Benifassà, el Turmell i Vallivana  | 7,5           | La Pobla de Benifassà (Baix Maestrat) 40° 42′ 45″ N, 0° 11′ 30″ E / 40.7126°N,0.1917°E   | ES520200 | {{ca\|Carrascal del Mas del Peraire (la Pobla de Benifassà)}} · {{WLE-AD-ES\|ES520200}} · {{Object location dec\|40.7126\|0.1917\|region:ES-VC_type:forest_dim:500_source:cawiki}} · [[Categoria:Microreserves of flora in the Land of Valencia]] |
| Mas del Peraire                   | Parc natural Tinença de Benifassà, LIC Tinença de Benifassà, Turmell i Vallivana, ZEPA l'Alt Maestrat, la Tinença de Benifassà, el Turmell i Vallivana                                    | 3,783         | La Pobla de Benifassà (Baix Maestrat) 40° 43′ 01″ N, 0° 12′ 00″ E / 40.7169°N,0.2000°E   | ES520207 | {{ca\|Mas del Peraire (la Pobla de Benifassà)}} · {{WLE-AD-ES\|ES520207}} · {{Object location dec\|40.7169\|0.2000\|region:ES-VC_type:forest_dim:350_source:cawiki}} · [[Categoria:Microreserves of flora in the Land of Valencia]]               |
| Molí de l'Abat                    | LIC Tinença de Benifassà, Turmell i Vallivana, ZEPA l'Alt Maestrat, la Tinença de Benifassà, el Turmell i Vallivana                                                                       | 0,812         | La Pobla de Benifassà (Baix Maestrat) 40° 40′ 10″ N, 0° 14′ 07″ E / 40.66941°N,0.23518°E | ES520209 | {{ca\|Molí de l'Abat (la Pobla de Benifassà)}} · {{WLE-AD-ES\|ES520209}} · {{Object location dec\|40.66941\|0.23518\|region:ES-VC_type:forest_dim:210_source:cawiki}} · [[Categoria:Microreserves of flora in the Land of Valencia]]              |
| Portell de l'Infern               | Parc natural Tinença de Benifassà, LIC Tinença de Benifassà, Turmell i Vallivana, ZEPA l'Alt Maestrat, la Tinença de Benifassà, el Turmell i Vallivana                                    | 20            | La Pobla de Benifassà (Baix Maestrat) 40° 42′ 03″ N, 0° 11′ 58″ E / 40.70082°N,0.19947°E | ES520212 | {{ca\|Portell de l'Infern (la Pobla de Benifassà)}} · {{WLE-AD-ES\|ES520212}} · {{Object location dec\|40.70082\|0.19947\|region:ES-VC_type:forest_dim:1570_source:cawiki}} · [[Categoria:Microreserves of flora in the Land of Valencia]]        |
| Racó dels Presseguers             | Parc natural Tinença de Benifassà, LIC Tinença de Benifassà, Turmell i Vallivana, ZEPA l'Alt Maestrat, la Tinença de Benifassà, el Turmell i Vallivana                                    | 1,743         | La Pobla de Benifassà (Baix Maestrat) 40° 43′ 16″ N, 0° 12′ 59″ E / 40.7210°N,0.2164°E   | ES520214 | {{ca\|Racó dels Presseguers (la Pobla de Benifassà)}} · {{WLE-AD-ES\|ES520214}} · {{Object location dec\|40.7210\|0.2164\|region:ES-VC_type:forest_dim:250_source:cawiki}} · [[Categoria:Microreserves of flora in the Land of Valencia]]         |
| Tossal de Cervera                 | Reserva de fauna Mas del Peraire, Parc natural Tinença de Benifassà, LIC Tinença de Benifassà, Turmell i Vallivana, ZEPA l'Alt Maestrat, la Tinença de Benifassà, el Turmell i Vallivana  | 15            | La Pobla de Benifassà (Baix Maestrat) 40° 43′ 25″ N, 0° 11′ 27″ E / 40.7237°N,0.1907°E   | ES520216 | {{ca\|Tossal de Cervera (la Pobla de Benifassà)}} · {{WLE-AD-ES\|ES520216}} · {{Object location dec\|40.7237\|0.1907\|region:ES-VC_type:forest_dim:740_source:cawiki}} · [[Categoria:Microreserves of flora in the Land of Valencia]]             |
| Torresseta del Turmell            | LIC Tinença de Benifassà, Turmell i Vallivana, ZEPA l'Alt Maestrat, la Tinença de Benifassà, el Turmell i Vallivana                                                                       | 13,75         | Xert (Baix Maestrat) 40° 34′ 01″ N, 0° 05′ 00″ E / 40.5669°N,0.0832°E                    | ES520295 | {{ca\|Torresseta del Turmell (Xert)}} · {{WLE-AD-ES\|ES520295}} · {{Object location dec\|40.5669\|0.0832\|region:ES-VC_type:forest_dim:740_source:cawiki}} · [[Categoria:Microreserves of flora in the Land of Valencia]]                         |
| Agulles de Santa Àgueda           | Parc natural, LIC i ZEPA Desert de las Palmes | 5,563         | Benicàssim (Plana Alta) 40° 04′ 35″ N, 0° 03′ 20″ E / 40.0765°N,0.0555°E                 | ES520195 | {{ca\|Agulles de Santa Àgueda (Benicàssim)}} · {{WLE-AD-ES\|ES520195}} · {{Object location dec\|40.0765\|0.0555\|region:ES-VC_type:forest_dim:450_source:cawiki}} · [[Categoria:Microreserves of flora in the Land of Valencia]]                  |
| Platja del Quarter Vell           | Parc natural, RAMSAR, LIC i ZEPA Prat de Cabanes-Torreblanca | 5,57          | Cabanes (Plana Alta) 40° 10′ 07″ N, 0° 11′ 19″ E / 40.16854°N,0.18859°E                  | ES520275 | {{ca\|Platja del Quarter Vell (Cabanes)}} · {{WLE-AD-ES\|ES520275}} · {{Object location dec\|40.16854\|0.18859\|region:ES-VC_type:forest_dim:1400_source:cawiki}} · [[Categoria:Microreserves of flora in the Land of Valencia]]                  |
| Torre de la Sal                   | Parc natural, RAMSAR, LIC i ZEPA Prat de Cabanes-Torreblanca | 2,189         | Cabanes (Plana Alta) 40° 08′ 23″ N, 0° 10′ 09″ E / 40.13967°N,0.16918°E                  | ES520279 | {{ca\|Torre de la Sal (Cabanes)}} · {{WLE-AD-ES\|ES520279}} · {{Object location dec\|40.13967\|0.16918\|region:ES-VC_type:forest_dim:390_source:cawiki}} · [[Categoria:Microreserves of flora in the Land of Valencia]]                           |
| Alt del Colomer                   | Parc natural, LIC i ZEPA Desert de les Palmes | 19,93         | Cabanes (Plana Alta) 40° 05′ 45″ N, 0° 02′ 39″ E / 40.0957°N,0.0441°E                    | ES520285 | {{ca\|Alt del Colomer (Cabanes)}} · {{WLE-AD-ES\|ES520285}} · {{Object location dec\|40.0957\|0.0441\|region:ES-VC_type:forest_dim:1200_source:cawiki}} · [[Categoria:Microreserves of flora in the Land of Valencia]]                            |
| Illa Ferrera                      | Reserva natural, LIC i ZEPA Illes Columbretes | 1,564         | Castelló de la Plana (Plana Alta) 39° 53′ 28″ N, 0° 40′ 05″ E / 39.89124°N,0.66793°E     | ES520082 | {{ca\|Illa Ferrera (Castelló de la Plana)}} · {{WLE-AD-ES\|ES520082}} · {{Object location dec\|39.89124\|0.66793\|region:ES-VC_type:isle_dim:400_source:cawiki}} · [[Categoria:Microreserves of flora in the Land of Valencia]]                   |
| Illa Foradada                     | Reserva natural, LIC i ZEPA Illes Columbretes | 1,648         | Castelló de la Plana (Plana Alta) 39° 52′ 31″ N, 0° 40′ 13″ E / 39.87520°N,0.67027°E     | ES520083 | {{ca\|Illa Foradada (Castelló de la Plana)}} · {{WLE-AD-ES\|ES520083}} · {{Object location dec\|39.87520\|0.67027\|region:ES-VC_type:isle_dim:290_source:cawiki}} · [[Categoria:Microreserves of flora in the Land of Valencia]]                  |
| Torre de la Colomera              | LIC Costa d'Orpesa i Benicàssim | 0,81          | Orpesa (Plana Alta) 40° 03′ 26″ N, 0° 06′ 24″ O / 40.05721°N,0.10665°O                   | ES520090 | {{ca\|Torre de la Colomera (Orpesa)}} · {{WLE-AD-ES\|ES520090}} · {{Object location dec\|40.05721\|-0.10665\|region:ES-VC_type:forest_dim:190_source:cawiki}} · [[Categoria:Microreserves of flora in the Land of Valencia]]                      |
| Pic Espadà                        | Parc natural, LIC i ZEPA Serra d'Espadà | 1,021         | Alcúdia de Veo (Plana Baixa) 39° 54′ 05″ N, 0° 22′ 32″ O / 39.90133°N,0.37561°O          | ES520085 | {{ca\|Pic Espadà (Alcúdia de Veo)}} · {{WLE-AD-ES\|ES520085}} · {{Object location dec\|39.90133\|-0.37561\|region:ES-VC_type:forest_dim:220_source:cawiki}} · [[Categoria:Microreserves of flora in the Land of Valencia]]                        |
| Els Estanys d'Almenara            | LIC La Marjal d'Almenara, Zona humida i ZEPA Marjal i Estany d'Almenara | 19,93         | Almenara (Plana Baixa) 39° 45′ 01″ N, 0° 11′ 31″ O / 39.7503°N,0.1919°O                  | ES520202 | {{ca\|Els Estanys d'Almenara (Almenara)}} · {{WLE-AD-ES\|ES520202}} · {{Object location dec\|39.7503\|-0.1919\|region:ES-VC_type:forest_dim:1930_source:cawiki}} · [[Categoria:Marjal i estanys d'Almenara]]                                      |
| Platja d'Almenara                 | | 5,39          | Almenara (Plana Baixa) 39° 43′ 41″ N, 0° 11′ 09″ O / 39.72815°N,0.18581°O                | ES520274 | {{ca\|Platja d'Almenara (Almenara)}} · {{WLE-AD-ES\|ES520274}} · {{Object location dec\|39.72815\|-0.18581\|region:ES-VC_type:forest_dim:880_source:cawiki}} · [[Categoria:Platja d'Almenara]]                                                    |
| Arenal de Borriana                | | 1,17          | Borriana (Plana Baixa) 39° 52′ 09″ N, 0° 03′ 43″ O / 39.86926°N,0.06204°O                | ES520377 | {{ca\|Arenal de Borriana (Borriana)}} · {{WLE-AD-ES\|ES520377}} · {{Object location dec\|39.86926\|-0.06204\|region:ES-VC_type:forest_dim:190_source:cawiki}} · [[Categoria:Microreserves of flora in the Land of Valencia]]                      |
| Barranc del Fonillet              | Parc natural, LIC i ZEPA Serra d'Espadà | 5,671         | Eslida (Plana Baixa) 39° 53′ 23″ N, 0° 19′ 33″ O / 39.8897°N,0.3257°O                    | ES520197 | {{ca\|Barranc del Fonillet (Eslida)}} · {{WLE-AD-ES\|ES520197}} · {{Object location dec\|39.8897\|-0.3257\|region:ES-VC_type:forest_dim:520_source:cawiki}} · [[Categoria:Microreserves of flora in the Land of Valencia]]                        |
| Ombria de l'Oret                  | Parc natural, LIC i ZEPA Serra d'Espadà | 4,851         | Eslida (Plana Baixa) 39° 52′ 35″ N, 0° 19′ 29″ O / 39.8763°N,0.3247°O                    | ES520210 | {{ca\|Ombria de l'Oret (Eslida)}} · {{WLE-AD-ES\|ES520210}} · {{Object location dec\|39.8763\|-0.3247\|region:ES-VC_type:forest_dim:340_source:cawiki}} · [[Categoria:Microreserves of flora in the Land of Valencia]]                            |
| Barranc de l'Assut                | Parc natural, LIC i ZEPA Desert de las Palmes | 2,5           | Eslida (Plana Baixa) 39° 52′ 41″ N, 0° 19′ 36″ O / 39.87811°N,0.32668°O                  | ES520430 | {{ca\|Barranc de l'Assut (Eslida)}} · {{WLE-AD-ES\|ES520430}} · {{Object location dec\|39.87811\|-0.32668\|region:ES-VC_type:forest_dim:400_source:cawiki}} · [[Categoria:Microreserves of flora in the Land of Valencia]]                        |
| Platja de Moncofa o de l'Estanyol | LIC Platja de Moncofa, Zona humida i ZEPA Marjal i Estany d'Almenara | 1,648         | Moncofa (Plana Baixa) 39° 46′ 34″ N, 0° 08′ 56″ O / 39.77614°N,0.14884°O                 | ES520211 | {{ca\|Platja de Moncofa (Moncofa)}} · {{WLE-AD-ES\|ES520211}} · {{Object location dec\|39.77614\|-0.14884\|region:ES-VC_type:forest_dim:250_source:cawiki}} · [[Categoria:Microreserves of flora in the Land of Valencia]]                        |
| Font de la Cervera                | ZEPA Serra d'Espadà | 3,55          | La Vall d'Uixó (Plana Baixa) 39° 50′ 57″ N, 0° 13′ 09″ O / 39.8492°N,0.2191°O            | ES520367 | {{ca\|Font de la Cervera (la Vall d'Uixó)}} · {{WLE-AD-ES\|ES520367}} · {{Object location dec\|39.8492\|-0.2191\|region:ES-VC_type:forest_dim:340_source:cawiki}} · [[Categoria:Microreserves of flora in the Land of Valencia]]                  |
| Penyalba                          | ZEPA Serra d'Espadà | 12,4          | La Vall d'Uixó (Plana Baixa) 39° 51′ 11″ N, 0° 14′ 20″ O / 39.85310°N,0.23900°O          | ES520374 | {{ca\|Penyalba (la Vall d'Uixó)}} · {{WLE-AD-ES\|ES520374}} · {{Object location dec\|39.85310\|-0.23900\|region:ES-VC_type:forest_dim:930_source:cawiki}} · [[Categoria:Microreserves of flora in the Land of Valencia]]                          |
| Penya del Castell                 | ZEPA Serra d'Espadà | 15,86         | La Vall d'Uixó (Plana Baixa) 39° 50′ 51″ N, 0° 13′ 27″ O / 39.8476°N,0.2243°O            | ES520398 | {{ca\|Penya del Castell (la Vall d'Uixó)}} · {{WLE-AD-ES\|ES520398}} · {{Object location dec\|39.8476\|-0.2243\|region:ES-VC_type:forest_dim:820_source:cawiki}} · [[Categoria:Microreserves of flora in the Land of Valencia]]                   |
| Bovalar de Cinctorres             | LIC l'Alt Maestrat, ZEPA l'Alt Maestrat, la Tinença de Benifassà, el Turmell i Vallivana                                                                                                  | 3,711         | Cinctorres (Ports) 40° 34′ 03″ N, 0° 14′ 05″ O / 40.5674°N,0.2348°O                      | ES520079 | {{ca\|Bovalar de Cinctorres (Cinctorres)}} · {{WLE-AD-ES\|ES520079}} · {{Object location dec\|40.5674\|-0.2348\|region:ES-VC_type:forest_dim:380_source:cawiki}} · [[Categoria:Microreserves of flora in the Land of Valencia]]                   |
| Barranc del Marfullar             | LIC Tinença de Benifassà, Turmell i Vallivana, ZEPA l'Alt Maestrat, la Tinença de Benifassà, el Turmell i Vallivana                                                                       | 19,46         | Morella (Ports) 40° 33′ 54″ N, 0° 04′ 19″ E / 40.5650°N,0.0719°E                         | ES520286 | {{ca\|Barranc del Marfullar (Morella)}} · {{WLE-AD-ES\|ES520286}} · {{Object location dec\|40.5650\|0.0719\|region:ES-VC_type:forest_dim:780_source:cawiki}} · [[Categoria:Microreserves of flora in the Land of Valencia]]                       |
| Font del Teixet                   | LIC Tinença de Benifassà, Turmell i Vallivana, ZEPA l'Alt Maestrat, la Tinença de Benifassà, el Turmell i Vallivana                                                                       | 12,31         | Morella (Ports) 40° 34′ 04″ N, 0° 02′ 49″ E / 40.5677°N,0.0470°E                         | ES520288 | {{ca\|Font del Teixet (Morella)}} · {{WLE-AD-ES\|ES520288}} · {{Object location dec\|40.5677\|0.0470\|region:ES-VC_type:forest_dim:540_source:cawiki}} · [[Categoria:Microreserves of flora in the Land of Valencia]]                             |
| Barranc del Toll de la Sarga      | ZEPA l'Alt Maestrat, la Tinença de Benifassà, el Turmell i Vallivana | 4             | Morella (Ports) 40° 29′ 06″ N, 0° 04′ 22″ O / 40.48507°N,0.07286°O                       | ES520310 | {{ca\|Barranc del Toll de la Sarga (Morella)}} · {{WLE-AD-ES\|ES520310}} · {{Object location dec\|40.48507\|-0.07286\|region:ES-VC_type:forest_dim:500_source:cawiki}} · [[Categoria:Microreserves of flora in the Land of Valencia]]             |
| Barranc de la Mina                | LIC Tinença de Benifassà, Turmell i Vallivana, ZEPA l'Alt Maestrat, la Tinença de Benifassà, el Turmell i Vallivana                                                                       | 19,96         | Morella (Ports) 40° 40′ 29″ N, 0° 00′ 00″ E / 40.6748°N,0.0000°E                         | ES520378 | {{ca\|Barranc de la Mina (Morella)}} · {{WLE-AD-ES\|ES520378}} · {{Object location dec\|40.6748\|0.0000\|region:ES-VC_type:forest_dim:1100_source:cawiki}} · [[Categoria:Microreserves of flora in the Land of Valencia]]                         |
| Tancat de la Torre                | LIC Tinença de Benifassà, Turmell i Vallivana, ZEPA l'Alt Maestrat, la Tinença de Benifassà, el Turmell i Vallivana                                                                       | 2,42          | Morella (Ports) 40° 38′ 15″ N, 0° 02′ 27″ O / 40.6375°N,0.0407°O                         | ES520426 | {{ca\|Tancat de la Torre (Morella)}} · {{WLE-AD-ES\|ES520426}} · {{Object location dec\|40.6375\|-0.0407\|region:ES-VC_type:forest_dim:250_source:cawiki}} · [[Categoria:Microreserves of flora in the Land of Valencia]]                         |
| Les Coves Llongues                | LIC Riu Bergantes, ZEPA l'Alt Maestrat, la Tinença de Benifassà, el Turmell i Vallivana                                                                                                   | 2,702         | Sorita (Ports) 40° 44′ 50″ N, 0° 11′ 19″ O / 40.74725°N,0.18862°O                        | ES520206 | {{ca\|Les Coves Llongues (Sorita)}} · {{WLE-AD-ES\|ES520206}} · {{Object location dec\|40.74725\|-0.18862\|region:ES-VC_type:forest_dim:430_source:cawiki}} · [[Categoria:Microreserves of flora in the Land of Valencia]]                        |
| Montnegrell                       | ZEPA l'Alt Maestrat, la Tinença de Benifassà, el Turmell i Vallivana | 9,98          | Sorita (Ports) 40° 45′ 57″ N, 0° 08′ 28″ O / 40.76589°N,0.14121°O                        | ES520292 | {{ca\|Montnegrell (Sorita)}} · {{WLE-AD-ES\|ES520292}} · {{Object location dec\|40.76589\|-0.14121\|region:ES-VC_type:forest_dim:1150_source:cawiki}} · [[Categoria:Microreserves of flora in the Land of Valencia]]                              |
| Barranc del Mas Roig              | | 1,07          | Traiguera (Ports) 40° 34′ 40″ N, 0° 18′ 19″ E / 40.57772°N,0.30523°E                     | ES520268 | {{ca\|Barranc del Mas Roig (Traiguera)}} · {{WLE-AD-ES\|ES520268}} · {{Object location dec\|40.57772\|0.30523\|region:ES-VC_type:forest_dim:550_source:cawiki}} · [[Categoria:Microreserves of flora in the Land of Valencia]]                    |
| Toll Negre                        | | 3,06          | Traiguera (Ports) 40° 33′ 55″ N, 0° 19′ 51″ E / 40.56521°N,0.33076°E                     | ES520278 | {{ca\|Toll Negre (Traiguera)}} · {{WLE-AD-ES\|ES520278}} · {{Object location dec\|40.56521\|0.33076\|region:ES-VC_type:forest_dim:1300_source:cawiki}} · [[Categoria:Microreserves of flora in the Land of Valencia]]                             |
| Molí de la Torre                  | LIC Tinença de Benifassà, Turmell i Vallivana, ZEPA l'Alt Maestrat, la Tinença de Benifassà, el Turmell i Vallivana                                                                       | 3,66          | Vallibona (Ports) 40° 36′ 03″ N, 0° 04′ 17″ E / 40.60075°N,0.07150°E                     | ES520371 | {{ca\|Molí de la Torre (Vallibona)}} · {{WLE-AD-ES\|ES520371}} · {{Object location dec\|40.60075\|0.07150\|region:ES-VC_type:forest_dim:1000_source:cawiki}} · [[Categoria:Microreserves of flora in the Land of Valencia]]                       |
| Cresta del Turmell                | LIC Tinença de Benifassà, Turmell i Vallivana, ZEPA l'Alt Maestrat, la Tinença de Benifassà, el Turmell i Vallivana                                                                       | 10,555        | Vallibona i Xert (Ports) 40° 34′ 38″ N, 0° 05′ 29″ E / 40.5773°N,0.0914°E                | ES520201 | {{ca\|Cresta del Turmell (Ports)}} · {{WLE-AD-ES\|ES520201}} · {{Object location dec\|40.5773\|0.0914\|region:ES-VC_type:forest_dim:820_source:cawiki}} · [[Categoria:Microreserves of flora in the Land of Valencia]]                            |
| La Palomita                       | Paratge natural municipal Palomita, LIC l'Alt Maestrat | 3,16          | Vilafranca (Ports) 40° 26′ 12″ N, 0° 18′ 47″ O / 40.43655°N,0.31313°O                    | ES520205 | {{ca\|La Palomita (Vilafranca)}} · {{WLE-AD-ES\|ES520205}} · {{Object location dec\|40.43655\|-0.31313\|region:ES-VC_type:forest_dim:450_source:cawiki}} · [[Categoria:Microreserves of flora in the Land of Valencia]]                           |
| La Palomita-B                     | Paratge natural municipal Palomita, LIC l'Alt Maestrat | 9,13          | Vilafranca (Ports) 40° 26′ 06″ N, 0° 18′ 44″ O / 40.4349°N,0.3121°O                      | ES520289 | {{ca\|La Palomita-B (Vilafranca)}} · {{WLE-AD-ES\|ES520289}} · {{Object location dec\|40.4349\|-0.3121\|region:ES-VC_type:forest_dim:430_source:cawiki}} · [[Categoria:Microreserves of flora in the Land of Valencia]]                           |
| Rambla de les Truites             | LIC l'Alt Maestrat | 4,01          | Vilafranca (Ports) 40° 27′ 31″ N, 0° 19′ 49″ O / 40.45850°N,0.33024°O                    | ES520376 | {{ca\|Rambla de les Truites (Vilafranca)}} · {{WLE-AD-ES\|ES520376}} · {{Object location dec\|40.45850\|-0.33024\|region:ES-VC_type:forest_dim:1300_source:cawiki}} · [[Categoria:Microreserves of flora in the Land of Valencia]]                |